# عشق خونین (فیلم ۲۰۲۴)
عشق خونین (به انگلیسی: Bloody Love) فیلم هندی دلهره‌آور زبان هندی است که کارگردانی آن را ویکرام بات بر عهده داشت و نویسنده آن ماهش بات بود. آویکا گور و وردان پوری بازیگران اصلی این فیلم هستند. این فیلم در روز ۲۶ ژوئیه ۲۰۲۴ از طریق دیزنی پلاس هات‌استار به نمایش درآمد.

## انتشار
در ابتدا برنامه‌ریزی شده بود که فیلم در سینماها اکران شود، اما طبق تدبیر گروه، نمایش فیلم به صورت استریمینگ روی خدمات رسانه‌ای بر فراز اینترنت انجام گرفت.